# Le Mystère des trois croix
Le Mystère des trois croix— The Egyptian Cross Mystery dans l'édition originale en anglais — est un roman policier américain de Ellery Queen publié en 1932. C'est le 5e roman de la série du détective Ellery Queen (personnage). En français, le roman a également été publié sous le titre Le Mystère égyptien.

## Résumé
Un matin de Noël, dans une bourgade de Virginie-Occidentale, le corps d'un professeur est retrouvé sans tête, crucifié sur un poteau indicateur de façon que son corps prenne la forme d'un «T ». La même lettre, peinte en sang, se retrouve sur la porte de sa demeure. Ellery Queen, qui a entendu parler de l'affaire par les journaux, insiste auprès de son père pour qu'ils se rendent sur les lieux. Il remarque que la lettre est en fait une tentative grossière pour représenter la croix égyptienne, plus précisément nommée la croix ansée ou l'Ânkh, un hiéroglyphe égyptien associé à une représentation de la vie. Or, non loin du lieu du crime sévit une secte d'illuminés qui mêlent dans leur rituel égyptologie et nudisme. Le gourou de la secte a justement disparu et il devient bien entendu le suspect numéro un. Mais, pendant son court séjour, Queen ne peut réunir assez d'indices et de preuves pour élucider l'affaire.
Six mois plus tard, à Long Island, un voisin des professeurs d'Ellery Queen est retrouvé crucifié, cette fois sur un totem, serrant dans sa paume une pièce du jeu de dames. Et bientôt s'ajoute à la liste des crucifiés un millionnaire adepte du yachting. Sur les entrefaites, Ellery Queen apprend que, depuis peu, vient de s'installer dans le voisinage le fameux gourou de Virginie et sa secte d'égyptologues nudistes...

## Particularités du roman
L'intrigue de ce roman, où le passé de trois frères est l'un des pivots de texte, n'est pas sans rappeler le récit de Trois cercueils se refermeront, le chef-d'œuvre de John Dickson Carr. 
Dans l'édition originale, le récit s'ouvre sur une introduction signée par un certain J. J. Mc C., un ami des Queen père et fils.
Il s'agit de la première enquête de la série à se dérouler hors de New York et où, en l'absence de l'inspecteur Richard Queen, son père, pendant une bonne partie du roman, le jeune Ellery Queen mène seul ses investigations. 
Le roman contient l'habituel défi au lecteur lancé juste avant l'explication finale du héros. Le lecteur est alors sommé de livrer le résultat de ses propres déductions pour ensuite les mesurer à la solution de Ellery Queen.

## Éditions
Éditions originales en anglais
- (en) Ellery Queen, The Egyptian Cross Mystery, New York, Stokes, 1933 — Édition américaine
- (en) Ellery Queen, The Egyptian Cross Mystery, Londres, Gollancz, 1934 — Édition britannique

Éditions françaises
- (fr) Ellery Queen (auteur) et Robert Saint-Prix (traducteur), Le Mystère des trois croix [« The Egyptian Cross Mystery »], Paris, Nouvelle Revue Critique, coll. « L'Empreinte no 40 », 1934, 254 p. (BNF 31161792)
- (fr) Ellery Queen (auteur) et Perrine Vernay (traducteur), Le Mystère égyptien [« The Egyptian Cross Mystery »], Paris, Éditions Albin Michel, coll. « Le Limier no 17 », 1949, 313 p. (BNF 32549972)
- (fr) Ellery Queen (auteur) et Perrine Vernay (traducteur) (trad. de l'anglais), Le Mystère égyptien [« The Egyptian Cross Mystery »], Paris, J'ai lu, coll. « J'ai lu no 1514 », 1983, 285 p. (ISBN 2-277-21514-7, BNF 34722279)
- (fr) Ellery Queen (auteur) et Robert Saint-Prix (traducteur), Le Mystère des trois croix [« The Egyptian Cross Mystery »], « in » Quinze enquêtes, Paris, Éditions Omnibus, 1993, 1155 p. (ISBN 2-258-03738-7, BNF 35596587) Ce volume omnibus, préfacé par François Rivière, propose une traduction revue et complétée de Le Mystère des trois croix. Il réunit en outre les romans suivants : Deux Morts dans un cercueil, Le Mystère des trois croix, Les Aventures d'Ellery Queen, Le Quatre de cœur, Griffes de velours, Lettres sans réponse, Sherlock Holmes contre Jack l'Éventreur, Face à face
- (fr) Ellery Queen (auteur) et Perrine Vernay (traducteur) (trad. de l'anglais), Le Mystère égyptien [« The Egyptian Cross Mystery »], Paris, Librairie des Champs-Élysées, coll. « Le Masque no 2458 », 2001, 381 p. (ISBN 2-7024-2990-4, BNF 37715553)